# Södra Länken
Södra Länken (schwedisch für „südliche Verbindung“) ist ein Teil der Stadtautobahn der schwedischen Hauptstadt Stockholm, die zwischen den Abschnitten Essingeleden (E 4/E 20) im Westen und Värmdöleden (Länsväg 222) in Nacka im Osten verläuft.

## Fakten

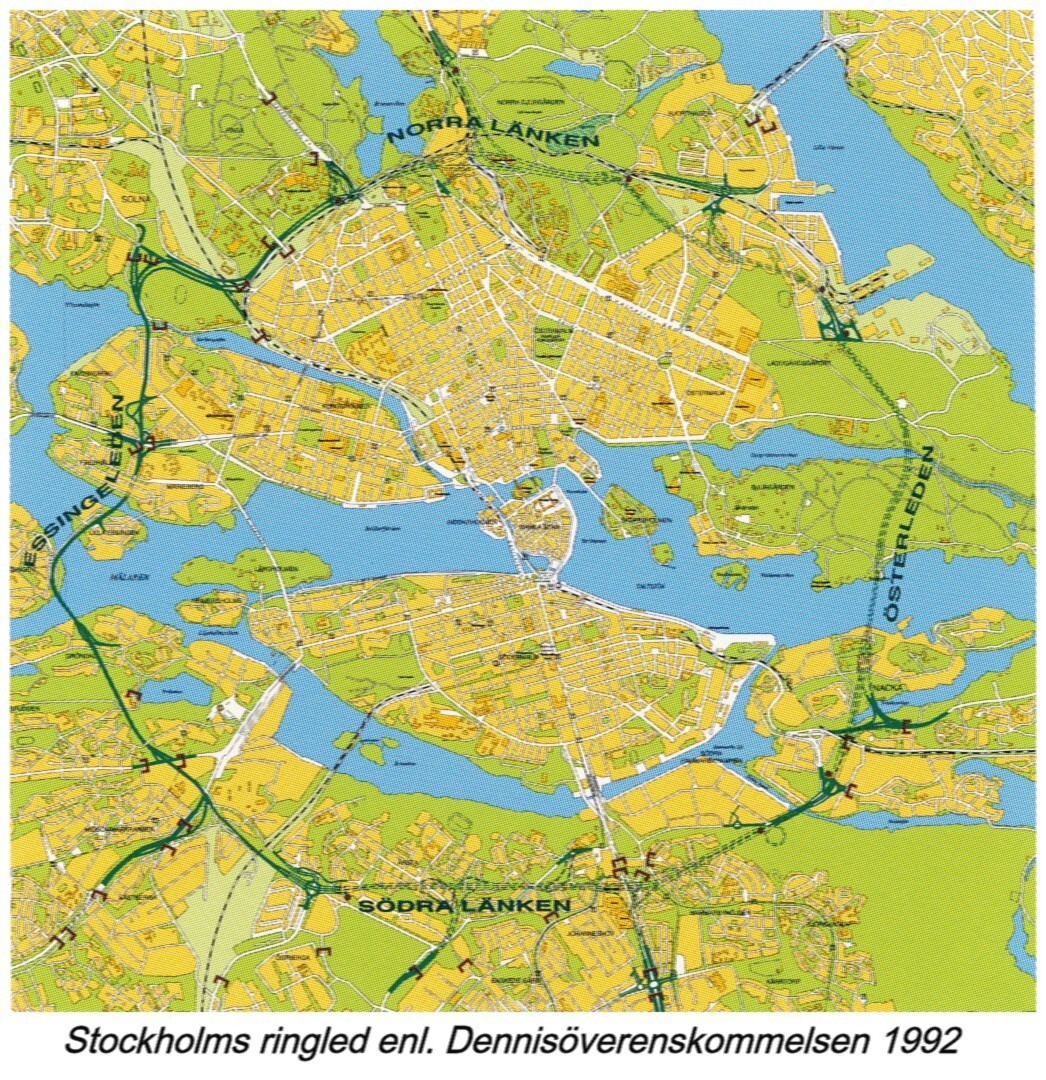
Stockholms geplanter Autobahnring

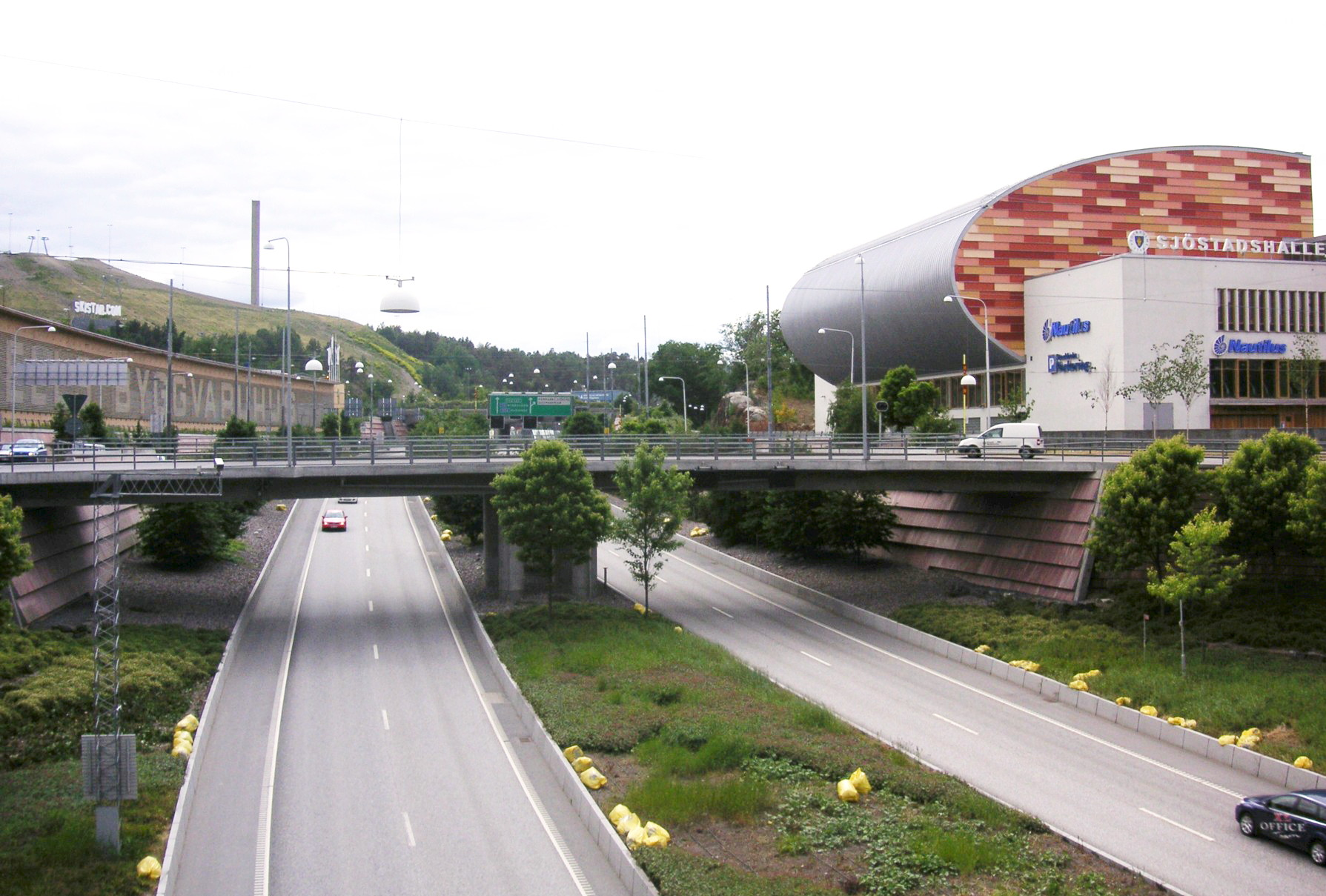
Södra Länken, Richtung Westen

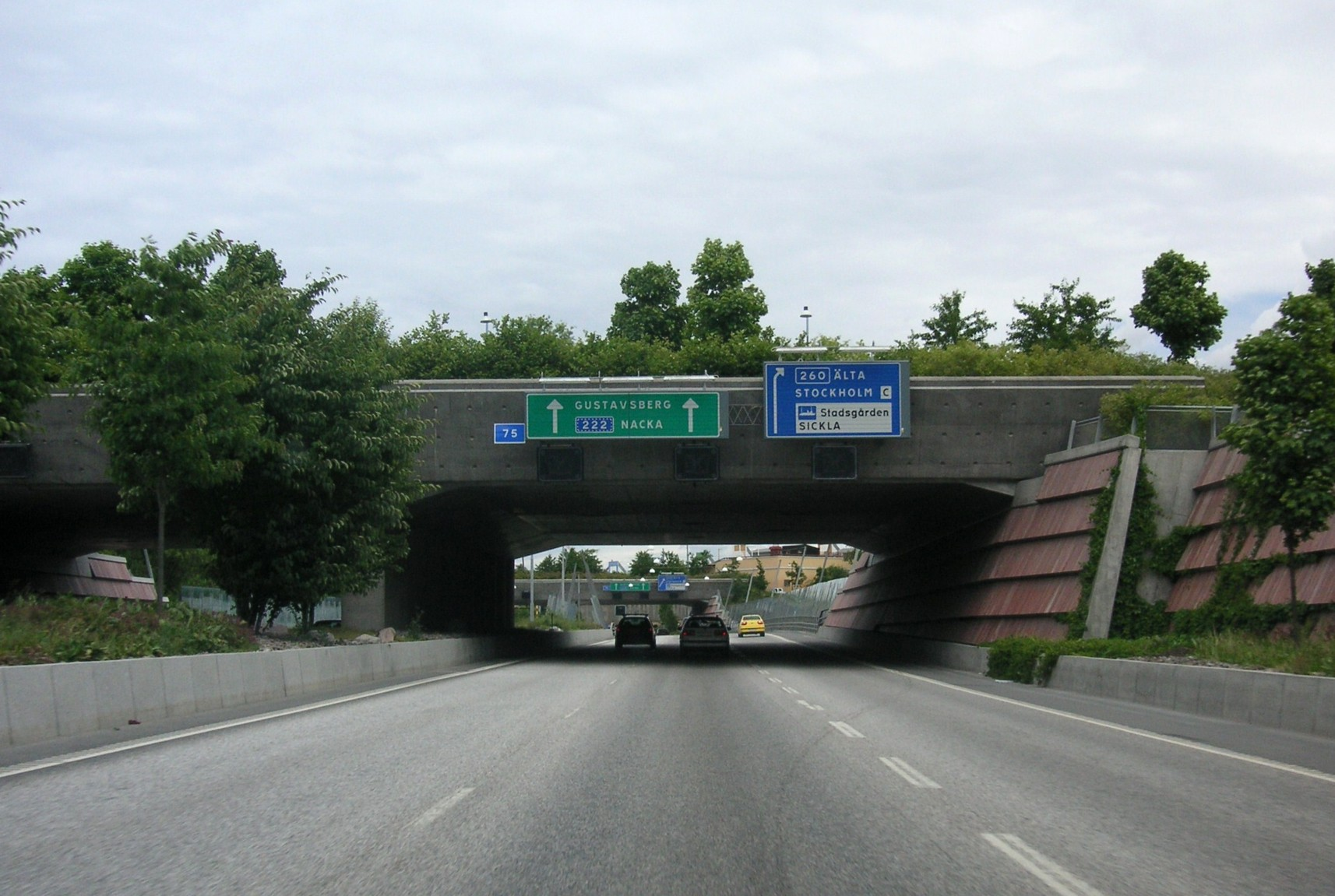
Södra Länken, Richtung Osten

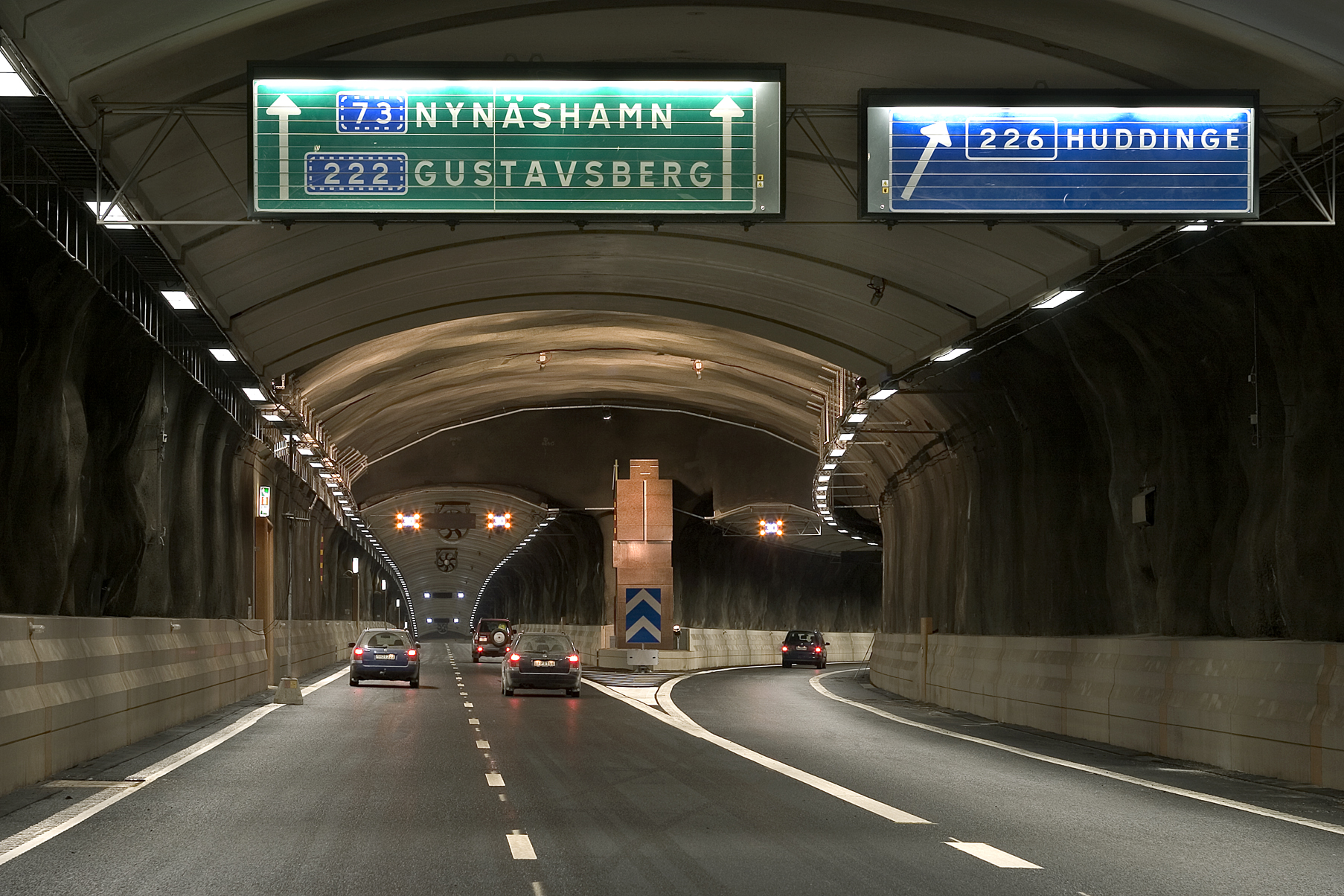
Ausfahrt Huddingevägen

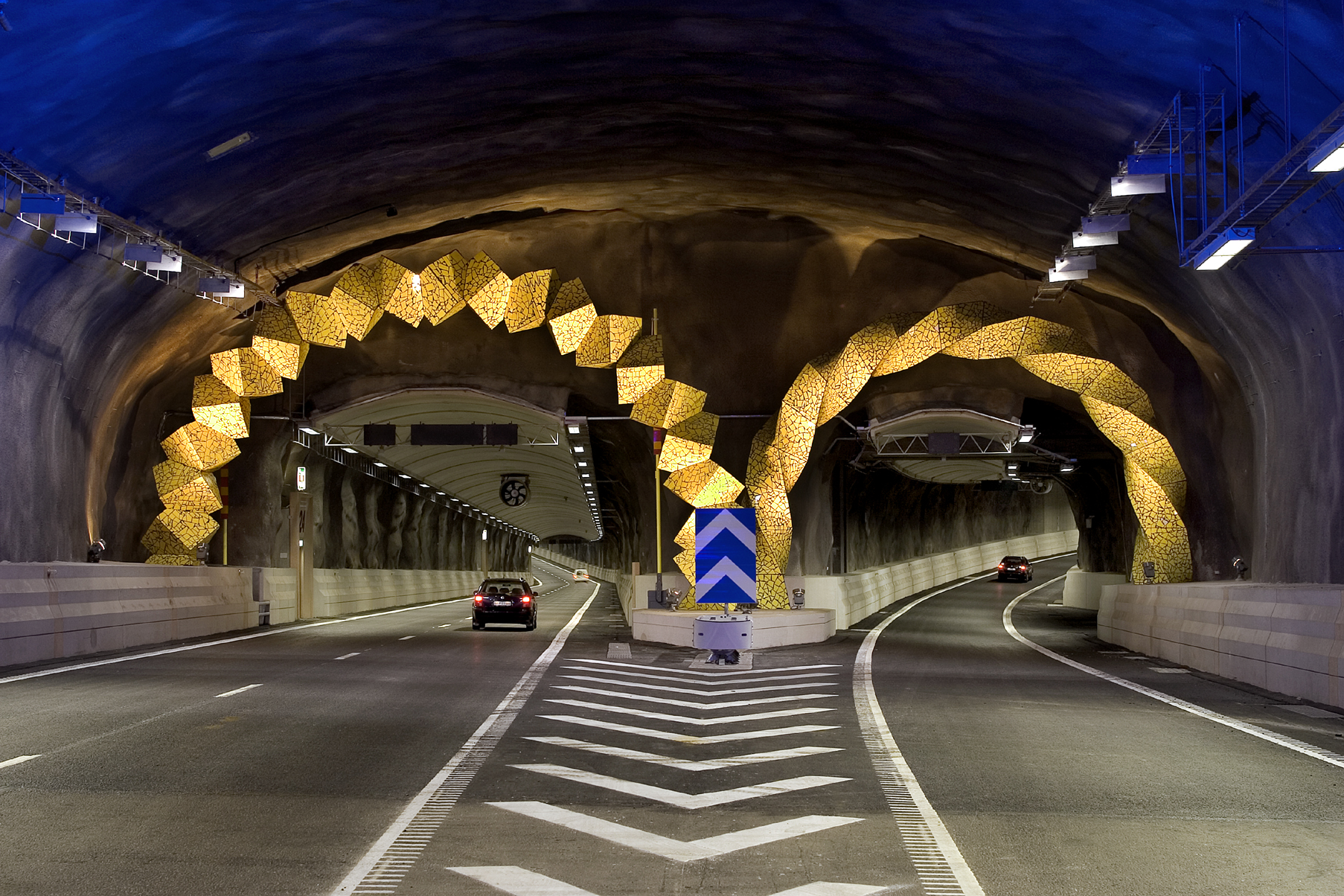
Ausfahrt Nynäsvägen östlich

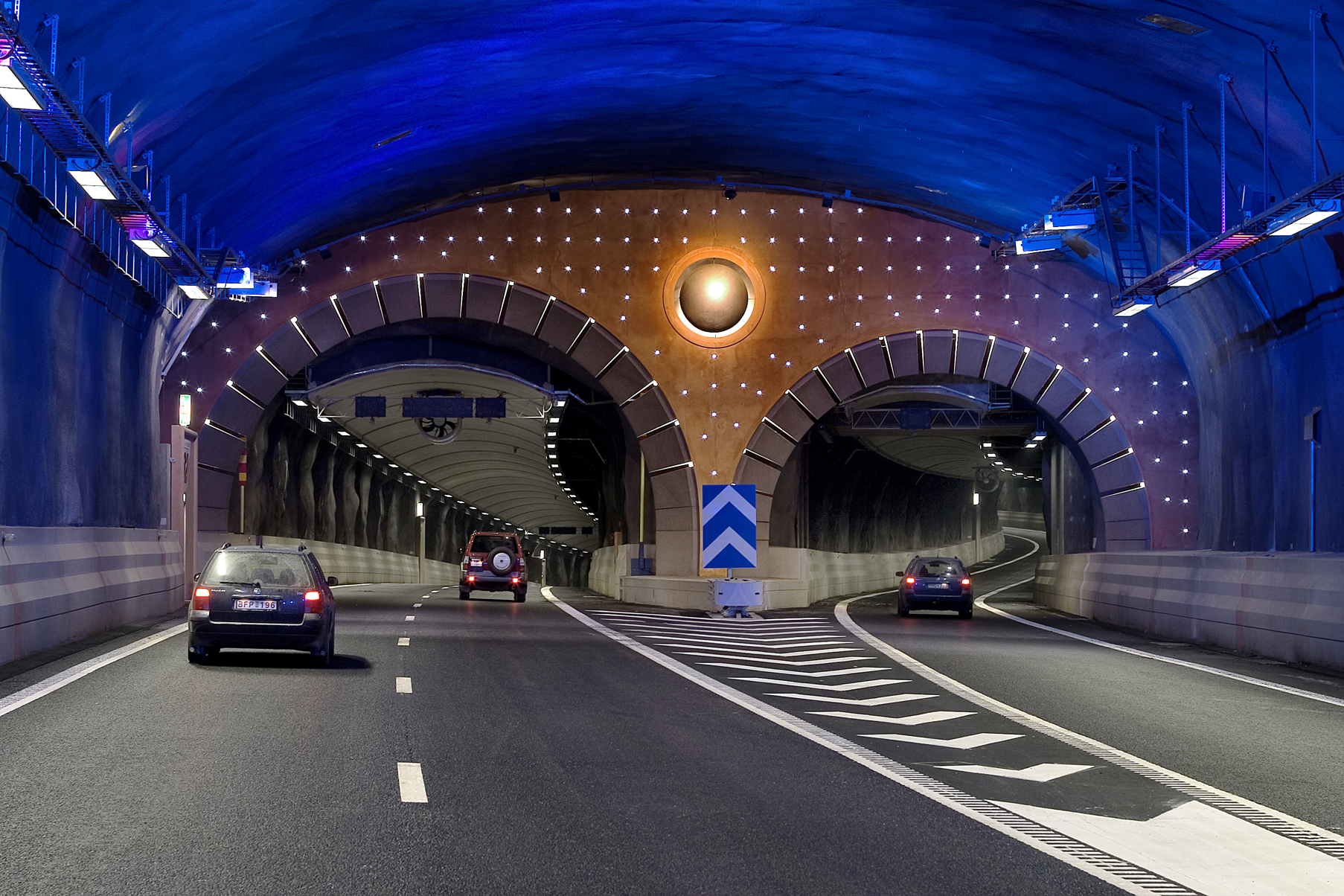
Ausfahrt Nynäsvägen westlich

Schon seit den 1960er Jahren plant die Stadt Stockholm einen Autobahnring (siehe Ringled Stockholm), davon sind bislang der Essingeleden im Westen, der Södra Länken im Süden und der Norra Länken im Norden fertig gestellt.
Die Einweihung des Södra Länken fand am 24. Oktober 2004 statt. Der Abschnitt Södra Länken gehört zur Strecke Riksväg 75 und ist in ganzer Länge eine Stadtautobahn. Die Straße hat eine Gesamtlänge von 6 km und besitzt bis zu vier Fahrbahnen in jede Fahrrichtung. Der 4,6 km lange Tunnelabschnitt des Södra Länken ist der längste Tunnel in Schweden, und der längste Stadtautobahntunnel in ganz Europa. Die Gesamtlänge der Tunnel inklusive der Ein- und Ausfahrtstunnel beträgt 17 km.

### Sicherheit
Der Verkehr wird durch zwei separate Tunnelröhren geführt, das ermöglicht es, bei einem Unfall in die andere Tunnelröhre zu flüchten. Es ist niemals weiter als 50 Meter zum nächsten Notausgang, davon gibt es 70 Stück. Die Tunnelsicherheit wird rund um die Uhr von einer Verkehrsleitzentrale aus überwacht.
Ein umfangreiches Belüftungssystem mit 170 Ventilatoren und zwei Entlüftungstürmen sorgt für gute Luft im Tunnel. An 40 Orten sind Messstationen angebracht.
Zur Orientierungshilfe im Tunnel hat jede Ausfahrt ihre charakteristische, künstlerische Gestaltung bekommen.

### Weitere Fakten
Angaben laut „Vägverket“.
- Ausgesprengter Fels: 2.035.000 m3
- Erdbewegungen: 747.000 m3
- Betonmenge: 225.000 m3
- Armierung: 14 500 Tonnen
- Straßenbelag: 280 000 m2
- Innendecke aus Betonelementen: 100 000 m2

## Zielsetzung des Södra Länken
Für Autofahrer, die von der E4 bei Stockholm in Richtung Osten wollten, also nach Nacka oder Stockholms Schären, endete die ausgebaute Fernstraße in Årsta. Der Verkehr staute sich an den Wochentagen auf den Straßen Huddingevägen, Hammarbybacken und Hammarby Fabriksväg. Anwohner waren der folgenden Umweltbelastung durch Lärm und Abgase ausgesetzt.
Durch den Södra Länken verkürzt sich die Fahrzeit um bis zu 30 Minuten, während die Anwohner durch die Tunnelführung der Strecke von den Auswirkungen des Staus auf ihren Straßen verschont bleiben.

## Planung und Bau
Am 29. September 1992 wurde durch die Kommune Stockholm der Bau einer Stadtumfahrung, bestehend aus den Teilstrecken Norra Länken, Österleden, Södra Länken und Essingeleden, beschlossen. Der Baubeginn des Södra Länken war für das Jahr 1997 vorgesehen. Mit der Fertigstellung 2002 waren Kosten von 5,5 Milliarden schwedischen Kronen (Kalkulation und damit Geldwert von 1992) vorgesehen.
Der Beschluss im September 1992 zum Ausbau der Umgehungsstraße wurde mit weiteren verkehrstechnischen Maßnahmen zur Entwicklung des Personenverkehrs in Stockholm gefasst. Dies betraf den Ausbau einzelner Strecken der Stockholmer U-Bahn und Omnibuslinien. Die Finanzierung der gesamten Erweiterungen war durch Mautgebühren vorgesehen.
Nach den Stockholmer Kommunalwahlen 1994 wurde das zuvor bereits beschlossene Projekt erneut diskutiert, nachdem sich die Bündnispartei Miljöpartiet gegen einen Ausbau der Stadtautobahn erklärt hatte. Nach Verhandlungen wurde beschlossen, weitergehende Prüfungen hinsichtlich der Umweltverträglichkeit des Ausbaus durchzuführen. Schließlich führte der Widerstand der Miljöpartiet gegen den Straßenausbau 1998 zur Auflösung der Koalition in Stockholm.
Die Gemeinde Stockholm, Stockholms Läns Landsting und die schwedische Regierung beschlossen im Dezember 1997 die endgültige Finanzierung des Södra Länken. Von staatlicher Seite waren zur Realisierung 5,6 Milliarden Kronen vorgesehen, weitere 827 Millionen von der Gemeinde Stockholm, 800 Millionen Kronen durch den Landsting zum zweispurigen Ausbau der Brücke Årstabro. Nach Festlegung der Finanzierung konnte im Januar 1998 mit dem Bau des Södra Länken begonnen werden. Der wirtschaftliche Nutzen des Projektes wurde vor Baubeginn in Analysen angezweifelt.

## Heutige Situation
Nach der Einweihung des Södra Länken im Oktober 2004 wurden die zuvor betroffenen Straßen stark entlastet. Wegen der Trängselskatt, der innerstädtischen Maut in Stockholm, umfahren viele Verkehrsteilnehmer den Stadtkern über Södra Länken und Essingeleden.
Während der Spitzenzeiten wird die Einfahrt in den Tunnel des Södra Länken zeitweise mit Ampeln gesperrt, da wegen der Brandsicherheit stehende Fahrzeuge dort nicht zugelassen werden können. Eine Tunnelerweiterung wurde bereits angedacht.

## Sabotageaktionen
Im Verlauf der Bauarbeiten wurden mehrere Aktionen gegen das Projekt verzeichnet. Die Vereinigung Socialekologisk aktion bekannte sich in einer Pressemitteilung dazu. Linus Brohult, Pressesprecher der Socialekologisk aktion, wurde am 7. Februar mit weiteren Mitgliedern bei einer ähnlichen Sabotage festgenommen im Dezember 1999 zu einer Haftstrafe verurteilt. Das Amtsgericht Svea hovrätt wandelte die Haftstrafe zur Ableistung in Gemeinschaftsdiensten um, eine Beteiligte wurde zur Zahlung von Geldstrafen verurteilt.